# Fall Line Studios
Fall Line Studios é um estúdio de desenvolvimento de jogos da Disney Interactive Studios. Localizada na cidade de Salt Lake, Utah, e sendo uma empresa irmã da Avalanche Software, localizada na mesma cidade.
Fall Line Studios se dedica exclusivamente na produção de jogos baseados em personagens da Disney, programas de televisão e franquias de entretenimento exclusivamente para as plataformas Nintendo DS e Wii. A empresa ainda ajudou no desenvolvimento na rede DGamer.

## Jogos desenvolvidos
- The Chronicles of Narnia: Prince Caspian
- Spectrobes II
- Hannah Montana: Pop Star Exclusive
- Ultimate Band